# 銭形平次 (村上弘明)
村上弘明主演『銭形平次』（ぜにがたへいじ）は、野村胡堂の時代小説『銭形平次捕物控』を原作とし、テレビドラマ化したシリーズ。
テレビ朝日系列月曜時代劇で毎週月曜19時台に放送された。
第1シーズンは2004年4月12日 - 6月21日（全11話）、第2シーズンは2005年7月4日 - 9月12日（全9話）。

## レギュラーキャスト
- 銭形平次 - 村上弘明
- お静 - 東ちづる
- 八五郎 - 石井正則
- 三輪の万七 - 渡辺哲
- 清吉 - 石塚義之
- 吉岡庄平 - 緒形幹太
- 笹野新三郎（与力） - 西岡徳馬

## ゲスト

### 第1シーズン（2004年）
- 第1話「炎の投げ銭! 消えた二万両の謎」
  - 菊之助/前田耕陽
  - 西尾十内/中丸新将
  - お糸/今村雅美
  - 銅八/河原さぶ
  - 弥平太/金井茂
  - 甲州/大富士
  - お光/エリ（胡蝶蘭）
  - おらく/一木美貴子
  - 治平/多賀勝一
  - 坊主徳/勝野賢三
  - 笹木俊志、山口幸晴、松永吉訓、藤沢徹衛、司裕介、林哲夫

- 第2話「愛しすぎた女! 殺意の残り香!!」
  - お蝶/青田典子
  - 桂井順庵/西田健
  - 幸助/笠原秀幸
  - 近江屋徳右衛門/江原真二郎
  - 入江毅、本山力、岩須透、山根誠示、下元佳好、矢部義章、窪田弘和、北村明男、島田佳子

- 第3話「哀しい瞳! 死神と呼ばれた女!!」
  - お吉/三原じゅん子
  - 安之助/丹羽貞仁
  - お栄/岩本千春
  - おせき/横須賀よしみ
  - 庄兵衛/三田村賢二
  - おさよ/畑中映里佳
  - 戸川弥四郎/関秀人
  - 高橋弘志、稲垣陽子

- 第4話「隠し蔵の殺意! 引き裂かれた恋」
  - 泰造/石橋保
  - 飯塚要之介/中原丈雄
  - 大倉屋藤兵衛/頭師孝雄
  - 卯太郎/赤塚真人
  - 忠助/井田國彦
  - お春/石橋奈美
  - 幸吉/井之上チャル
  - 朱花、山田永二、大矢敬典

- 第5話「予告殺人!! 生前葬に隠された罠」
  - 上総屋太平/新克利
  - 佐太郎/原田篤
  - 工藤駒三郎/石倉英彦
  - 露の家正吉/峰蘭太郎
  - 佐々木伝八/木村康志
  - 菅原矢助/内藤和也
  - 下田官兵衛/笹木俊志
  - 菅野陵雲/小峰隆司
  - ヒゲの武家/木下通博
  - 川鶴晃裕、高野由味子、西田樹、大同怜音

- 第6話「お静の危機! 試された夫婦愛!!」
  - お紺/遠野凪子
  - 伊勢屋藤兵衛/江藤潤
  - お房/日下由美
  - 黒岩又十郎/三上市朗
  - 鬼三郎/加賀谷圭
  - 竜次/西村匡生
  - 政吉/柴田善行
  - 浅田祐二、渡辺万也

- 第7話「帰ってきた女! 証言拒否の謎!!」
  - お涼/濱田万葉
  - 茂平/小沢象
  - 久助/藤原喜明
  - 房吉/谷口高史
  - 仙太/安村和之
  - 新吉/中川浩三
  - 細川純一、杉山幸晴、島田佳子、木谷邦臣、前川恵美子、櫻井忍

- 第8話「処刑寸前! 走れ平次 夫殺しの罠」
  - おみね/菊池麻衣子
  - 横川/片岡弘貴
  - 留吉/武野功雄
  - 五郎太/山崎潤
  - 長助/朝日完記
  - 橘/司裕介
  - 吉野/浜田隆広
  - 武井三二、藤沢徹衛、大矢敬典、山名真貴、渋谷めぐみ、山口幸晴、西村龍弥、山根誠示、加藤寛治、重伸幸

- 第9話「八五郎の恋! 姿なき殺人者!!」
  - お君/上原さくら
  - 源兵衛/冨家規政
  - おさと/山本ゆか里
  - 伊佐次/入江毅
  - 柴田弥十郎/芳野史明
  - お直/新村あゆみ
  - 笹木俊志、西山清孝、川上真人、木村康志、高橋弘志、窪田弘和、浅田祐二、大矢敬典、稲垣陽子、大薮敏生

- 第10話「切腹直前! 殺人者にされた与力」
  - 田宮左門/堤大二郎
  - お志摩/寺田千穂
  - 稲葉才蔵/草見潤平
  - 川津弥市/森聖二
  - 土屋能登守/水上保広
  - 奈良屋惣兵衛/西園寺章雄
  - 亀井賢二、西山清孝、野々村仁、石川栄二

- 最終話「十手返上! 罠に堕ちた平次一家」
  - 鮫蔵/鷲生功
  - 常陸屋/大河内浩
  - 弁天の留吉/井上茂
  - 寅五郎/飯山弘章
  - 九六/黒田眞澄
  - 前川恵美子、小谷浩三、岩須透、木谷邦臣、小林英莉子、萩野牧子

### 第2シーズン（2005年）
- 第1話「裁けぬ悪行! 平次が仕掛けた罠」
  - お吉/前田愛
  - 新助/黒田勇樹
  - 市兵衛/中丸新将
  - おせい/辻沢杏子
  - 七蔵/木村栄
  - 佐久間/福本清三
  - 薮枯らしの甚蔵/原田大二郎
  - 鶴岡大二郎、入江毅、細川純一、藤枝政巳、吉田輝生、山田永二

- 第2話「孤独な少女! 偽りの父に潜む謎」
  - 正田太一郎/永島敏行
  - ゆき/美山加恋
  - 岩村勘兵衛/永澤俊矢
  - おらく/江口ナオ
  - 惣十/谷口高史
  - 小春/村井美樹
  - 木下通博、大矢敬典、川上真人、吉岡博也、岡部優里、山本愉和

- 第3話「殺人目撃! 記憶を失くしたお静」
  - 草薙玄九郎/遠藤憲一
  - お蔦/園英子
  - 浅吉/岩須透
  - 三宅弥十郎/岡田和範
  - 木谷邦臣、下元佳好、大林菜穂子、矢部義章

- 第4話「涙の絆! 罠に堕ちた万七一家!!」　
  - お照/山口香緒里
  - 不知火権八/結城市朗
  - 釣鐘銀蔵/須藤雅宏
  - 下部良順/大木聡
  - 二代目権八/柴田善行
  - 山口幸晴、松永吉訓、西村龍弥、中村裕一、石川栄二、笹木俊志、江嵜大兄、井上紀子、中村千鶴、田中美悠

- 第5話「狙われた娘の絆! 涙の投げ銭」
  - 久助/田山涼成
  - おはな/蓮沼茜
  - 鬼薊の重吉/石倉英彦
  - 寅三/勝野賢三
  - 一風堂/酒井高陽
  - 浅田祐二、中川峰男、壬生新太郎、稲垣陽子、渋谷めぐみ、清水万里、春藤真澄、藤坂有希

- 第6話「欲望の支配者! 平次、怒りの激闘」
  - お藤/沢田雅美
  - 堀田頼母/中田浩二
  - 三河屋清兵衛/石山輝夫
  - 岡部隆之進/草見潤平
  - 鬼八/本山力
  - 留吉/竜川剛
  - 文治/新納敏正
  - 市松/前田淳
  - 源太/若林久弥
  - 伝之助/高橋弘志
  - 才次郎/庄司行宏
  - 西山清孝、まつむら眞弓、鈴川法子、大矢敬典、武田晶子

- 第7話「追いつめられた平次 温情の十手」
  - 栄吉/中野英雄
  - お夕/遊井亮子
  - 佃の仙造/鈴木ヒロミツ
  - 但馬屋利兵衛/鶴田忍
  - 喜助/井上高志
  - 矢神洋之助/峰蘭太郎
  - 松吉/木下通博
  - 三次/浜田隆広
  - 波多野博、加藤寛治、木村康志、前川恵美子、山名真貴、山本晶子、小泉敏生、垣高卓士

- 第8話「涙の祝言! 殺人者になった花嫁の父!!」
  - 多助/不破万作
  - おさよ/宮本真希
  - 近江屋仁兵衛/大出俊
  - 榊京之介/片桐竜次
  - 三郎太/本城丸裕
  - 藤吉/藤田哲也
  - おかつ/楠見薫
  - 茂太/江端英久
  - おみの/久野麻子
  - 弥七/宮前安孝
  - 小谷浩三、司裕介、川鶴晃裕

- 最終話「最期の激闘! 絶体絶命、下手人は笹野!!」
  - おぶん/浜丘麻矢
  - 西海屋長右衛門/大場順
  - 堀場彦四郎/池田政典
  - 熊谷以蔵/四方堂亘
  - 薬研堀の六兵衛/草薙良一
  - 五平/横山あきお
  - 仙次/山田良隆
  - 繁三/野口貴史
  - 利吉/関秀人
  - 伊庭剛、藤沢徹衛、中川峰男、入江毅、山根誠示、安田美香

## スタッフ
- 主題歌「一輪の花」 - 松山千春

## サブタイトル・放送日
第1シーズン（2004年）
| 話数   | 放送日  | サブタイトル                  |
| ------ | ------- | ----------------------------- |
| 第1話  | 4月12日 | 炎の投げ銭! 消えた二万両の謎  |
| 第2話  | 4月19日 | 愛しすぎた女! 殺意の残り香!!  |
| 第3話  | 4月26日 | 哀しい瞳! 死神と呼ばれた女!!  |
| 第4話  | 5月03日 | 隠し蔵の殺意! 引き裂かれた恋  |
| 第5話  | 5月10日 | 予告殺人!! 生前葬に隠された罠 |
| 第6話  | 5月17日 | お静の危機! 試された夫婦愛!!  |
| 第7話  | 5月24日 | 帰ってきた女! 証言拒否の謎!!  |
| 第8話  | 5月31日 | 処刑寸前! 走れ平次 夫殺しの罠 |
| 第9話  | 6月07日 | 八五郎の恋! 姿なき殺人者!!    |
| 第10話 | 6月14日 | 切腹直前! 殺人者にされた与力  |
| 最終話 | 6月21日 | 十手返上! 罠に堕ちた平次一家  |
第2シーズン（2005年）
| 話数   | 放送日  | サブタイトル                         |
| ------ | ------- | ------------------------------------ |
| 第1話  | 7月04日 | 裁けぬ悪行! 平次が仕掛けた罠         |
| 第2話  | 7月11日 | 孤独な少女! 偽りの父に潜む謎         |
| 第3話  | 7月25日 | 殺人目撃! 記憶を失くしたお静         |
| 第4話  | 8月08日 | 涙の絆! 罠に堕ちた万七一家!!         |
| 第5話  | 8月15日 | 狙われた娘の絆! 涙の投げ銭           |
| 第6話  | 8月22日 | 欲望の支配者! 平次、怒りの激闘       |
| 第7話  | 8月29日 | 追いつめられた平次 温情の十手        |
| 第8話  | 9月05日 | 涙の祝言! 殺人者になった花嫁の父!!   |
| 最終話 | 9月12日 | 最期の激闘! 絶体絶命、下手人は笹野!! |